# Національний музей американської історії

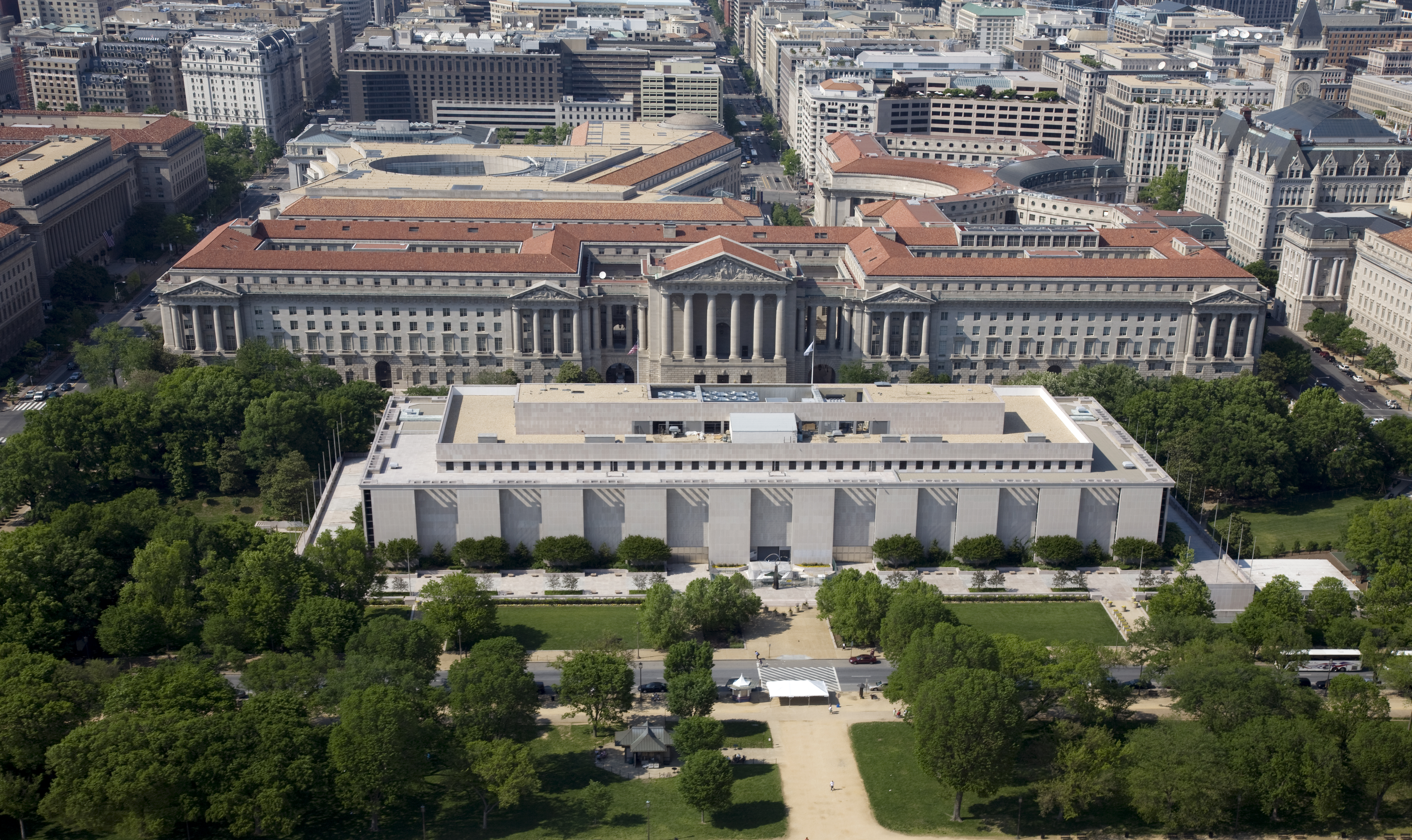
Вигляд будівель Національного музею американської історії

Націона́льний музе́й америка́нської істо́рії, або Центр Ке́ннета Бі́рінга (англ. The National Museum of American History, Kenneth E. Behring Center) — музей, розташований у центрі Вашингтона (США) на Національній алеї і є невід'ємною частиною Смітсонівського інституту. Музей збирає, зберігає і експонує надбання США в сферах соціальної, політичної, культурної й військової історії. Серед експонатів музею оригінал першого національного прапора США (англ. Star-Spangled Banner), оспіваного в національному гімні, а також крісло, в якому полюбляв сидіти популярний серед американців телевізійний персонаж 1970-80-х років Арчібальд (Арчі) Бункер.

## Історія

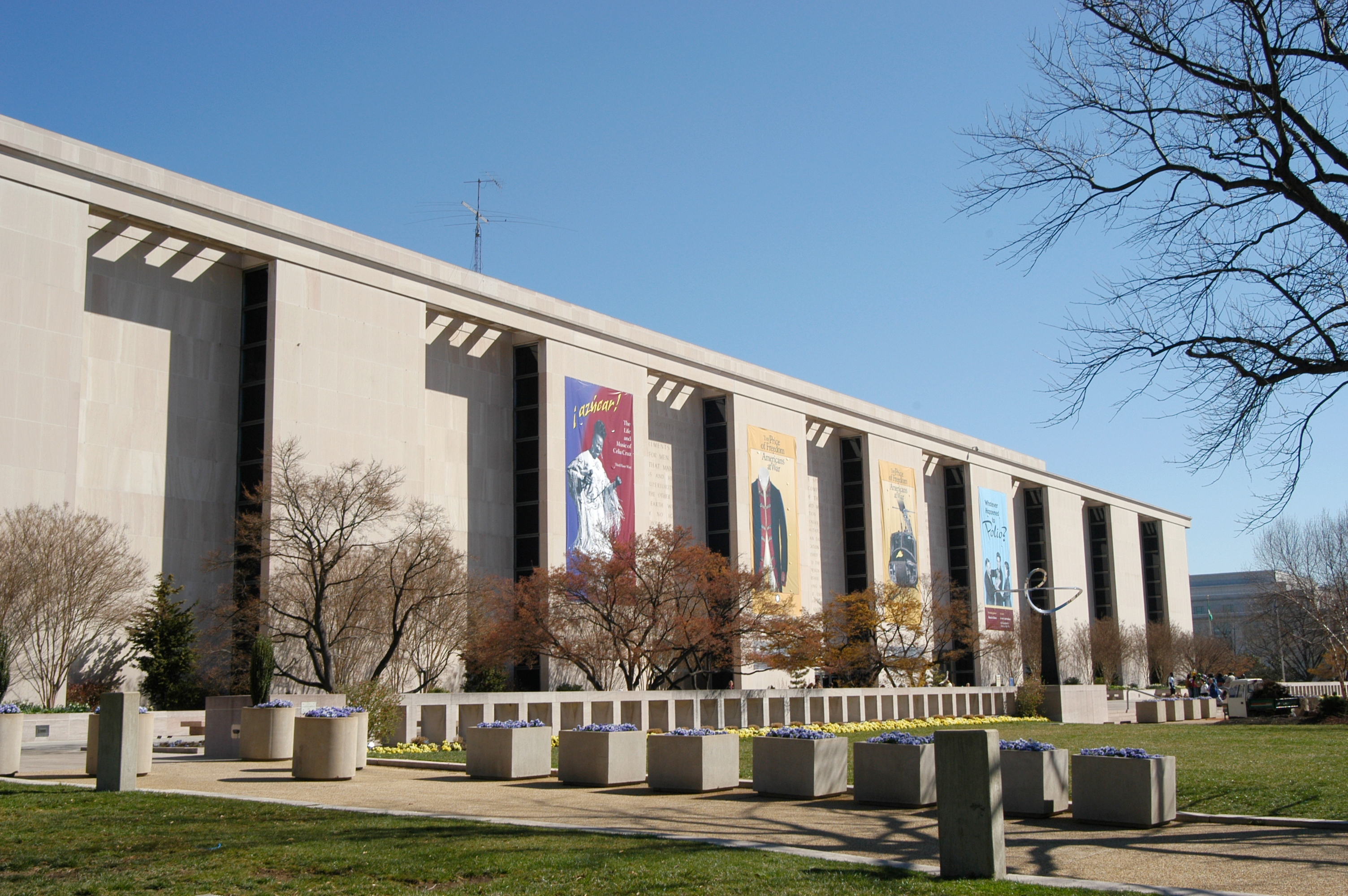
Один із входів до музею

Установа відкрила двері у 1964 р., як «Музей історії і технологій». У 1980 р. її перейменували на «Національний музей американської історії» для кращого відображення нової місії: збирання, зберігання, вивчення та інтерпретація експонатів, що відображають етапи історії американського народу. Із 5 вересня 2006 р. до 21 листопада 2008 р. музей закривався на реконструкцію, вартість якої склала $85 млн. Внаслідок реконструкції сталися такі зміни::
- Новий 5-поверховий атріум із головними артефактами музейної колекції.
- Нові широкі сходи, які з’єднують перший і другий поверхи.
- Новий інформаційний центр для відвідувачів із вказівниками.
- Нові галереї, такі як «Зал винаходів ім. Джерома і Дороті Лемельсонів».
- Нове приміщення для комфортного зберігання першого прапора США.